# Feliks Więcek
Pour les articles homonymes, voir Więcek.
Feliks Więcek, né en 1904 et décédé en 1978, est un ancien coureur cycliste polonais.
Il est le premier vainqueur du Tour de Pologne, disputé en 1928. Leader du classement général après la deuxième journée, il ne quitte pas le maillot jaune, grâce notamment à ses six victoires consécutives.

## Palmarès
- 1928
  - Tour de Pologne
    - Classement général
    - 2e, 3e, 4e, 5e, 6e et 7e étapes
- 1929
  - 2e du championnat de Pologne sur route
  - 4e du Tour de Pologne